# Општина Калинешти-Оаш (Сату Маре)
Калинешти-Оаш (рум. Cãlineşti-Oaş) општина је у Румунији у округу Сату Маре.
Oпштина се налази на надморској висини од 137 m.